# 桥爪四郎
桥爪四郎（日语：／ Hashizume Shirō，1928年9月20日—2023年3月9日），是一名日本男子游泳运动员。他在1952年夏季奥林匹克运动会中，参加了男子1500米自由式接力比赛并获得银牌。他曾在1949年8月16日以18:35.7的成绩刷新男子1500米自由泳世界纪录。